# Cloud Imperium Games
Cloud Imperium Games (kurz: CIG) ist ein amerikanischer Computerspielentwickler, der im Jahr 2012 von Chris Roberts und Ortwin Freyermuth gegründet wurde. Es gibt Büros in Los Angeles, Austin (Texas), Manchester, Derby (Derbyshire) und Frankfurt am Main.

## Struktur

### Abteilungen
- Cloud Imperium Games Texas, LLC 13420 Galleria Cir. Ste A-250 Bee Cave, TX 78738 USA
- Cloud Imperium Games Limited, f.k.a. Foundry 42 Limited, Freedom House Church Street Wilmslow, SK9 1AX United Kingdom[2]

### Tochtergesellschaften
- Foundry 42 Ltd.
- Foundry 42 Germany
- Roberts Space Industries Corp.
- Roberts Space Industries International Ltd.

## Geschichte
2012 gründete der Spieleentwickler Chris Roberts (u. a. Wing Commander, Freelancer) zusammen mit seinem Geschäftspartner und langjährigen internationalen Medienanwalt Ortwin Freyermuth das Unternehmen, um an einem neuen Spiel zu arbeiten. Neben dem Firmennamen Cloud Imperium Games tritt das Unternehmen wiederholt mit dem Namen Roberts Space Industries auf, wie CIG eine eingetragene Marke von Cloud Imperium Rights LLC.
Am 10. Oktober 2012 startete Cloud Imperium Games eine Crowdfunding-Kampagne auf der Roberts-Space-Industries-Website mit dem erklärten Ziel, von Endkunden zwischen zwei und vier Millionen US-Dollar für die Entwicklung einer Weltraum-Flugsimulation für den PC im Sandbox-Stil zu sammeln. Roberts versprach, einen Einzelspieler-Titel mit nicht-linearer Handlung namens Squadron 42 in einem dauerhaften Online-Spiel namens Star Citizen zu integrieren. Die Finanzierung wurde am 18. Oktober 2012 um eine zusätzliche Kampagne auf der Website des Anbieters Kickstarter ausgeweitet. Bis zum 19. November 2012, als die kombinierten Kampagnen abgeschlossen waren, konnte Roberts etwas mehr als 6,2 Millionen US-Dollar einnehmen, davon 4,1 Millionen aus der RSI-Kampagne und 2,1 aus der Kickstarter-Kampagne. Damit wurde das ursprüngliche Finanzierungsziel deutlich übertroffen und Star Citizen avancierte damit zur erfolgreichsten Crowdfunding-Kampagne eines Computerspiels, sowohl in Bezug auf die erhaltenen Mittel als auch auf die Anzahl der Unterstützer. Chris Roberts hatte erklärt, dass, wenn im Laufe der Crowdfunding-Kampagne mindestens 23 Millionen US-Dollar aufgebracht werden könnten, keine Finanzierung durch externe Investoren oder Entwickler erforderlich wäre. Dieses Ziel wurde am 18. Oktober 2013 erreicht. Stand Juni 2024 heißt es auf der Unternehmenswebsite, dass sie über 705 Millionen US-Dollar gesammelt haben.

## Geplante Veröffentlichungen
Das erste geplante Produkt Star Citizen ist eine Weltraumflug- und Handelssimulation, die als Massively Multiplayer Online Game mit einer persistenten Spielwelt ausgelegt ist und sich seit der erfolgreichen Finanzierungskampagne 2012 in Entwicklung befindet. Parallel dazu entwickelt das Studio mit Squadron 42 eine eigenständige Einzelspielerkampagne zu Star Citizen. Squadron 42 sollte laut Trailer im Jahr 2016 veröffentlicht werden, wurde jedoch wie das Hauptspiel verschoben. Insgesamt steht Star Citizen u. a. wegen seiner langen Entwicklungszeit und immer neuen Finanzierungsrunden durch den Verkauf von künftigen Spielinhalten in der Kritik, die dem Unternehmen über die Jahre eine kontinuierliche Einnahmequelle schufen (vgl. Rezeptionsabschnitt des Spieleartikels).